# العلاقات المغربية الموريشيوسية
العلاقات المغربية الموريشيوسية هي العلاقات الثنائية التي تجمع بين المغرب وموريشيوس.

## مقارنة بين البلدين
هذه مقارنة عامة ومرجعية للدولتين:
| وجه المقارنة                                              | المغرب                                 | موريشيوس                 |
| --------------------------------------------------------- | -------------------------------------- | ------------------------ |
| المساحة (كم2)                                             | 710.85 ألف                             | 2.04 ألف                 |
| عدد السكان (نسمة)                                         | 36.07 مليون                            | 1.26 مليون               |
| الكثافة السكانية (ن./كم²)                                 | 50.74                                  | 617.65                   |
| العاصمة                                                   | الرباط                                 | بورت لويس                |
| اللغة الرسمية                                             | اللغة العربية، أمازيغية معيارية مغربية | لغة إنجليزية، لغة فرنسية |
| العملة                                                    | درهم مغربي                             | روبي موريشي              |
| الناتج المحلي الإجمالي (بليون دولار)                      | 109.14 مليار                           | 13.34 مليار              |
| الناتج المحلي الإجمالي (تعادل القوة الشرائية) بليون دولار | 274.06 مليار                           | 25.36 مليار              |
| الناتج المحلي الإجمالي الاسمي للفرد دولار أمريكي          | 2.88 ألف                               | 9.25 ألف                 |
| الناتج المحلي الإجمالي للفرد دولار أمريكي                 | 7.49 ألف                               | 18.59 ألف                |
| مؤشر التنمية البشرية                                      | 0.628                                  | 0.777                    |
| رمز المكالمات الدولي                                      | +212                                   | +230                     |
| رمز الإنترنت                                              | .ma                                    | .mu                      |
| المنطقة الزمنية                                           | ت ع م+01:00                            | ت ع م+04:00              |

## منظمات دولية مشتركة
يشترك البلدان في عضوية مجموعة من المنظمات الدولية، منها:
| علم المنظمة | اسم المنظمة                               | تاريخ انضمام المغرب | تاريخ انضمام موريشيوس |
| ----------- | ----------------------------------------- | ------------------- | --------------------- |
|             | وكالة ضمان الاستثمار متعدد الأطراف        | 17 سبتمبر 1992      | 28 ديسمبر 1990        |
|             | الأمم المتحدة                             | 12 نوفمبر 1956      | 24 أبريل 1968         |
|             | الفريق المعني برصد الأرض                  | ?                   | ?                     |
|             | منظمة حظر الأسلحة الكيميائية              | ?                   | ?                     |
|             | منظمة التجارة العالمية                    | 1995                | ?                     |
|             | منظمة الشرطة الجنائية الدولية             | ?                   | ?                     |
|             | الاتحاد الأفريقي                          | ?                   | ?                     |
|             | البنك الإفريقي للتنمية                    | ?                   | ?                     |
|             | مؤسسة التنمية الدولية                     | 29 ديسمبر 1960      | 23 سبتمبر 1968        |
|             | يونسكو                                    | 7 نوفمبر 1956       | 25 أكتوبر 1968        |
|             | الاتحاد البريدي العالمي                   | ?                   | ?                     |
|             | البنك الدولي للإنشاء والتعمير             | 25 أبريل 1958       | 23 سبتمبر 1968        |
|             | المنظمة الهيدروغرافية الدولية             | ?                   | ?                     |
|             | الاتحاد الدولي للاتصالات                  | 1 نوفمبر 1956       | 30 أغسطس 1969         |
|             | مؤسسة التمويل الدولية                     | 30 أغسطس 1962       | 23 سبتمبر 1968        |
|             | المركز الدولي لتسوية المنازعات الاستشارية | 10 يونيو 1967       | 2 يوليو 1969          |

## وصلات خارجية
- موقع وزارة الخارجية المغربية